# フラメンコ
フラメンコ（Flamenco）は、スペイン南部のアンダルシア地方を中心に、ムルシア州やエストレマドゥーラ州にも伝わる芸能で、歌、踊り、ギターの伴奏が主体となっている。2010年にはユネスコによって、スペインの無形文化遺産に登録された。
フラメンコの歴史と発展にはヒターノ（スペインにおけるロマ、いわゆるジプシー）が重要な役割を果たしている。さらにさかのぼると、ムーア人やユダヤ人の影響もみられるとされる。

## 語源
"flamenco"という単語は、元来スペイン語において「フランドルの〜」という意味の形容詞であり、転じてフランドル人のことを指した。より直接的にはフラマン語を話す人のことであったとも考えられる。また鳥類のフラミンゴの意味も持つ。
ただしこの芸術は古来から"flamenco"と呼ばれていたわけではなく、その呼称が用いられ始めたのは19世紀の中盤とされる
なぜこの芸能が19世紀に"flamenco"という言葉で呼ばれるようになったかは諸説があり、いずれも推測の域を出ていない。以下に主な諸説を挙げる。
- ヒターノがフランドル地方からやってきたと考えたため、まずヒターノのことをフラメンコと呼ぶようになり、やがて彼らの芸能をもフラメンコと呼ぶようになったという説
- フランドル地方出身のスペイン王カルロス１世（一般的には神聖ローマ皇帝カール5世）がフランドル出身の派手好きでならず者の兵士を連れてきたため。以降フランドル人にかぎらずそのような連中を"flamenco"と呼ぶようになったという説
- 「炎」を意味する"flama"または"flamente"（派手な）、"flamancia"（香り）のような単語を語源とする説
- アラビア語の"fellah min ghyr ard"「土地を持たない（逃げ出した）農民」を語源とする説
- アラビア語の"fellah mangu"「農民の歌」を語源とする説
- 歌い手または踊り手の姿がフラミンゴのようであったからとする説

## 歴史

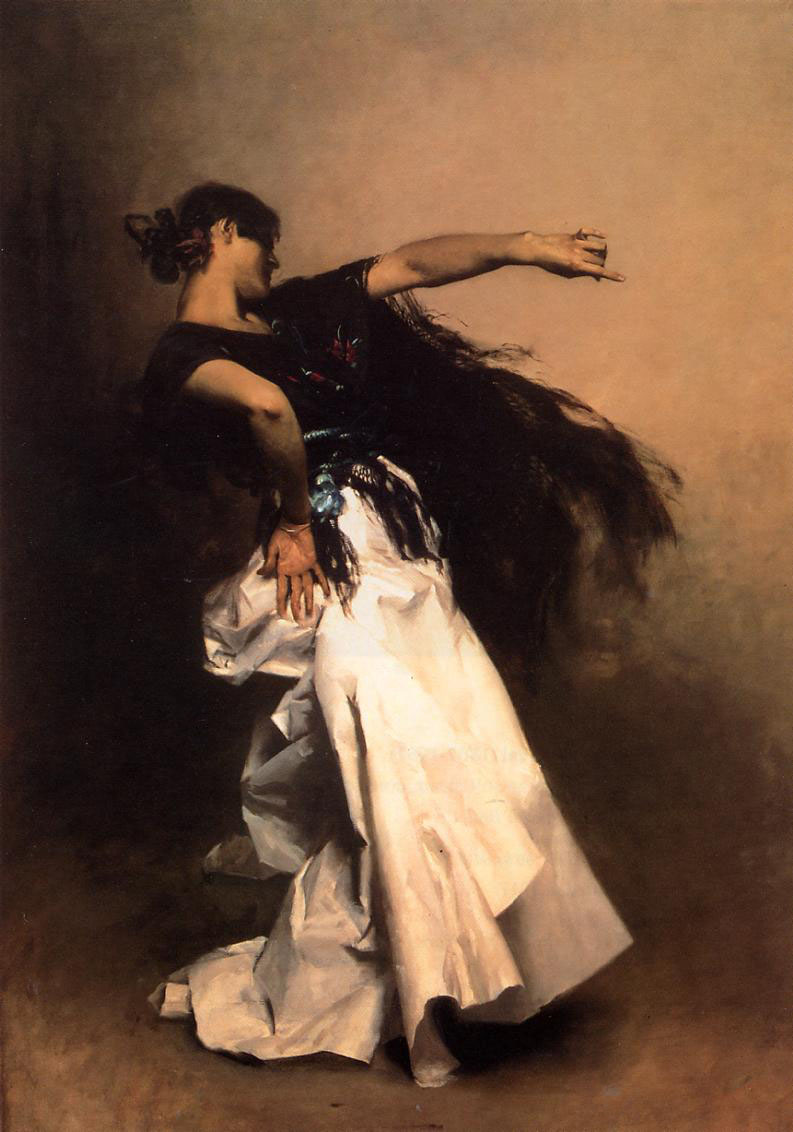
ジョン・シンガー・サージェントの描いたスペインの踊り子

### 前史
フラメンコの歴史には不明な点も多い。その祖型の成立は18世紀末と考えられているが、この時期にはまだフラメンコという名称は与えられていなかった。
スペイン国内において、より独自性の強いアンダルシアのアイデンティティーをフラメンコにもとめて、極端なものとしては紀元前のアンダルシアに居住・侵入したタルテッソスやフェニキア人、ローマ帝国時代のガデス、紀元後の西ゴート王国などの歌舞音曲にフラメンコのルーツをもとめようとする意見もあるが、それらの僅かな文献や遺物とフラメンコを比較することは不可能といえる。
またその後アンダルシアを長く支配したイスラム教徒、また居住していたユダヤ人の音楽がフラメンコに影響を与えたという説は、アンダルシアの文化全般への彼らの影響の大きさを鑑みて妥当とはされるものの、音楽としてフラメンコとの明確な関連性や類似性は立証されていない。またフラメンコの成立に大きな役割を担ったヒターノのルーツとされるインドの音楽や、彼らが移動してきた経路上の各地の音楽にルーツを探ろうとするものもある。
この芸能の成立にはヒターノのほか、いわゆるモーロ人（ムーア人）、すなわちイベリア半島に住んでいたイスラム教徒の影響が大きいともいわれる。その理由として現在考えられているのは、イベリア半島におけるモリスコ（改宗イスラム教徒）追放令である。1492年にグラナダが陥落しナスル朝が滅亡すると、スペイン政府はモーロ人に改宗か国外退去を迫った。その後イスラム教徒は表向きはキリスト教徒に改宗してイベリア半島に留まったが、徐々に禁令などの締めつけが厳しくなり、1609年にはスペイン全土からのモリスコの追放令が出された。しかしモリスコの中にはヒターノのコミュニティに潜伏してなおもイベリア半島に留まる者が少なくなかった。一方のヒターノは1462年にはアンダルシアに到着し、17世紀から18世紀にかけて数多くの禁令または懐柔策で定住を強要させられつつ、それまでに国外に退去した職人や農業従事者としてのムスリム・モリスコの抜けた穴を埋めていった。この過程でモリスコの音楽とヒターノの音楽の融合が起きたと考えられている。

### 成立後
19世紀前半にはすでにフラメンコはアンダルシアで上演されるようになっていたが、フラメンコ（フランドル地方の音楽という意味）という語が、今日知られる意味でのフラメンコに対して用いられるようになった時期は、文献から判断する限り19世紀半ばのことである。現在の意味におけるフラメンコという語の初出は1853年にマドリードで行われた夜会についてのものであり、1860年ごろからはこの語がセビリアでも用いられるようになった。いずれにせよ、フラメンコの起源はアンダルシア地方、なかでもセビリアやカディス周辺のアンダルシア西部が本場とされている。
フラメンコが演奏される場は、当初は個人の家などプライベートな空間が中心であった。この時期にはギターが使用されることも少なく、手拍子や掛け声（ハレオ）による伴奏が主であった。
こうした状況は、19世紀半ばにカフェ・カンタンテと呼ばれる定期的にフラメンコが上演される飲食店が出現したことで大きく変容する。最初のカフェ・カンタンテは1842年にセビリアにできたとされる。当初はフラメンコでなくピアノやクラシックを聴かせる場であったようであるが、19世紀後半に入るとフラメンコを取り入れ興行化する。特にシルベリオ・フランコネッティのカンテと意欲的な行動が原動力となって1870年代以降盛んとなり、彼自身が開いたカフェでは後の偉大なアーティストが多数活躍した。
さらにフラメンコの本場であるアンダルシア以外にも、マドリードやバルセロナなどスペイン国内の各地にカフェ・カンタンテが出現し、フラメンコはアンダルシア地方の一民族音楽から大きく飛躍することとなった。またこの時期にはフラメンコの内容も大きく変容し、1870年代にプロの舞踊家が登場し、ギターがフラメンコの主流の楽器となったほか、それまでのヒターノたちの影響を強く受けたカンテ・ヒターノのほかに、元からのアンダルシア民謡がフラメンコの影響を受けたカンテ・アンダルースと呼ばれるもう一つの新しい流れが生まれた。そして各地にカフェ・カンタンテが出現したことから、芸能として確立されたフラメンコには優れた奏者が次々と現れ、フラメンコはより豊かで洗練されたものとなっていった。
カフェ・カンタンテは20世紀初頭には姿を消し、フラメンコも1920年から1950年ごろまでは低迷期を迎えるが、20世紀後半になると伝統の復興気運が起き、上演の場所に関しても同様の飲食店であるタブラオが出現し、現在までフラメンコの上演の場の大きな部分を占めている。この時期からは劇場公演やフェスティバル、またペーニャ(Peña)とよばれる同好会もフラメンコ上演の重要な場となっていった。

## アーティスト
18世紀以前に見られるアーティスト、El MurcianoやTío Luis de la Julianaなどは伝説の域を出ず、その実在性については議論がつきまとう。
言い伝えではなく確実に存在した人物として、19世紀にはエル・プラネータやエル・フィージョ、シルベリオ・フランコネッティやパコ・ラ・ルス、トマス・エル・ニトリ、エンリケ・エル・メジーソなどの歌い手が記録され、その歌い口が現在まで伝承され尊重されている場合も多い。
20世紀前半までにはアントニオ・チャコン、マヌエル・トーレやニーニャ・デ・ロス・ペイネス、アントニオ・マイレーナやマノロ・カラコールなど、現在にいたるフラメンコの諸形式をほぼ形作ったともいえる歌い手たちが現れ、録音も行われはじめた。ギタリストでは、クラシックギターの技術をとりいれてフラメンコギターに革新をもたらしたラモン・モントージャや、圧倒的な技術と豊かな音楽性で君臨したサビーカス、偉大な歌い手達から絶大な信頼をうけた伴奏者メルチョール・デ・マルチェーナなどが特筆される。
1930〜40年代にはフラメンコはカンテ・ボニートと呼ばれる甘美な傾向が顕著になり、「オペラ・フラメンカ」とよばれる舞台が主流となった。ペペ・マルチェーナやファニート・バルデラーマなどに代表される、数多くの美声の歌い手たちが大衆の人気を博したが、一方で純粋とされるフラメンコは陰に隠れた様相となった。
しかし1954年にギタリストであるペリーコ・エル・デル・ルナールによって伝統的なカンテのアンソロジーが組まれたのを契機に、伝統的なカンテへの再評価がなされ、フアン・タレガやラファエル・ロメーロ、ペペ・エル・デ・ラ・マトローナなど隠れていた名人や古老の録音や、フェスティバル等への出演が相次いだ。
この時代には、フォスフォリートやウトレーラ姉妹などの本格的な唄い手たちも世に出た。ギタリストでは、いわば「再発見」されたディエゴ・デル・ガストールが特筆される。
20世紀後半にはギター、カンテ、舞踊の各分野で技術革新を行う人物が次々に登場した。ギターの分野では1960年代に相次いで登場したマノロ・サンルーカルやセラニート、中でもとりわけパコ・デ・ルシアが最も重要な革新者とされる。フラメンコの演奏家として出発したギタリストであるパコ・デ・ルシアがジャズやクラシック・ギターの要素を大胆に取り入れ、ギターの奏法やフラメンコの音楽性に革命的な変化をもたらした。その奏法には賛否両論あるが、トマティートやビセンテ・アミーゴなど、その系譜を継ぐ中堅・若手のギタリストは現在非常に多い。
カンテの分野ではパコ・デ・ルシアやトマティートとともに活動した男性歌手カマロン・デ・ラ・イスラが名高いほか、エンリケ・モレンテやレブリハーノなどが様々な形でカンテに革新をもたらし、賛否両論を呼びつつも多くの追随者を生んだ。
こうしたフラメンコはさらにジャズやブルース、ロック、サルサ等との融合し、ドラムやベース、キーボードや管楽器など様々な楽器を用いるによって「ヌエボ・フラメンコ」（新フラメンコ）と呼ばれ、パタ・ネグラやケタマのように、フラメンコのファン以外にも広く知られるようなグループが生まれた。近年ではフュージョンやヒップホップ・ミュージックとフラメンコとの融合も行われている。
舞踊の分野ではアントニオ・ガデス、ファルーコ、カルメン・アマジャ、マリオ・マジャ、マヌエラ・カラスコ、ホアキン・コルテス、アントニオ・カナーレス、エバ・ジェルバブエナなどの名が挙げられる。
その他フラメンコ的な詩の朗読もフラメンコの芸の一つとされる。
現代においてはカホンやピアノ、フルートやバイオリンなどを用いてフラメンコを表現するアーティストも多数存在する。

### アーティストの呼称
同名・同姓の多いスペインでは幼い頃から愛称やあだ名で呼ばれることが多く、それらが芸名となって本名を名乗らないことも多い。また同名の親子兄弟などを区別するために縮小辞(-ito/-ita)が付加されることも多い。
母や父の名前を付加したもの
Paco de Lucía ("Paco"は本名"Francisco"に対する愛称。"Lucía"は母の名) 。Niño Ricardo ("Ricardo"は父の名。「リカルドの息子」)
出身地の地名を付加したもの
Fernanda de Utrera、Diego de Morón ("Utrera"や"Morón"は町の名)。Lebrijano ("Lebrija"は街の名、「レブリーハ男」)
一族に共通の通り名をもつもの
Pepe Habichuela ("Pepe"は本名"José"に対する愛称、"Habichuela"はインゲン豆の意味で一族共通の呼び名)。Manuel Morao ("Morao"は"morado"で紫の意味)、その弟はMoraíto（小モラオ）、甥はMoraíto chico (小・小モラオ)
身体的な特徴など
Enrique el Cojo ("Cojo"は「びっこ」)。Gordo Agujeta ("Gordo"は「太っちょ」、"Agujeta"は一族の呼び名)。Chato de la Isla ("Chato"は「鼻ぺちゃ」、"Isla"は出身地のIsla de San Fernando)。日本では差別的と見做されそうなものもある。
職業
El Zapatero ("Zapata"「靴」職人)。El Gasolina (ガソリンスタンド勤務)。他に本職をもちながら、フラメンコのアーティストである場合も多い。

## フラメンコの形態
フラメンコ独特のアクセントやニュアンスを含めた、コンパス（compás）とよばれるリズム体系を持つ。一般的なの音楽の概念からすると変拍子的なものが多い。とくに１２拍子とされるものが特徴的である。
使用される音階は「ミの旋法」とも呼ばれる現代フリギア旋法的なものが中心であり、長調・短調の使用は後からレパートリーに取り入れられた比較的軽い曲にほぼ限られる。

### カンテ
フラメンコは歌「カンテ」(Cante)が中心であり、必ずしも踊りやギターを伴わない。カンテは、用いられるコンパスや曲調、メロディの違いによって多くの形式「パロ」(Palo)に分類される。楽曲は、特に伝統的なものでは形式の名で呼ばれることがほとんどであり、固有の曲名は、余程の特徴を持つヒット曲や多少歌謡曲寄りのものなどを除けば、さほど重視されない。
カンテのほとんどは音節や行数、脚韻の仕方が定まった定型詩を用いて歌われ、形式によって用いるスタイルが定まっている場合もある。
歌詞は、非常に古くから伝わるロマンセや、逆に近年の歌謡曲的なものを除いては、とくに物語性のないものが多い。また隠喩やダブル・ミーニングを用いて、一見したところでは意味不明である場合も多い。脚韻も必須であり、単に音楽的であること以上に、ある種の文学性も強く求められる。
定型詩を用いて歌われるが、繰り返しや間投詞の挿入、倒置法、休止などによって伸び縮みがあり、即興性が高い。そのため基本的に楽譜は用いられない。また基本的に強い口語体のアンダルシア方言で歌われるため、スペイン語話者であっても聞き取れないほどのこともある。

## 種類（パロ）
フラメンコのカンテは、リズム（コンパス）や曲調、発祥によって多くの種類に分類され、主なものでも７０種類ほど、さらに地域差などで細分化する向きもある。

### ソレア系
12拍子で１サイクルとする、フラメンコを最も象徴するリズムである
ソレア (Soleá/複数形Soleares)
soledad (孤独)が由来とされる。「カンテの母」と呼ばれ、フラメンコにとって最もエッセンシャルな形式といえる。名人たちによって創造され細分化された多数のスタイルがあり、単に伝統的なのではなく個性が許容される寛容さも持つ。
ブレリア (Bulería)
burla（あざけり）が語源とも、Boleroが語源ともいわれる。ソレアから派生した。最もテンポが速い曲種であり、激しい曲調を持つものもある。宴の締めによく使われる。現代のフラメンコにおいてもっとも花形的なポジションを得ている
カーニャ (Caña)
フラメンコの曲種の中でも最も古いものの一つとされるが、様式が半ば固定化されソレアほどに盛んには歌われない。

### カンティーニャス系
長調。ソレアと同様のリズム体系であるが、より軽快で明るい。
アレグリアス (Alegrías)
カディス発祥であるがルーツはスペイン北部のホタにあるとされる。alegría（喜び）という語源通りの明るく陽気な曲種。ダイナミックで爽快なバイレが特徴。
カラコレス (Caracoles)
食用のカタツムリを売る際の掛け声がモチーフであるとされる。

### シギリージャ・トナー系
シギリージャ (Siguiriya)
変拍子風の複雑なリズムを持つ。簡素で厳格な曲調であり、カンテは嘆きを表現する奥深いものである。
マルティネーテ (Martinete)
ギターの伴奏を伴わないカンテの一つ。ヒターノの生業である鍛冶屋が発祥といわれ、ハンマーで金床をたたく音のみで伴奏されることがある。

### タンゴ系
タンゴ (Tango)
カディス発祥のほか、トリアーナ（セビージャ市の一地区）、グラナダ、マラガ、エストレマドゥーラ等にみられる。2拍子でノリのよい明るい曲種。アルゼンチン・タンゴとは別種。宴の締めによく演奏される。
ティエントス (Tientos)
「手探り」の意。タンゴの持つうねりをより強調した、ゆったりした曲調のものがタンゴから分化したもの。特にカディスに聞かれる。
タンギージョ (Tanguillos)
小さなタンゴの意。タンゴよりも速く、特に近年のものはシンコペーションが多用される。カディスのカルナバル（謝肉祭）の際に歌われる風刺のきいた歌詞のものが有名。それを受けたユーモラスで愛嬌あふれるバイレも特徴的。

### アンダルシア民謡起源
セビジャーナス (Sevillanas)
セビージャ発祥の舞踊曲が起源。4曲で1セットで、明快な曲調。フラメンコの曲としては珍しく歌や振り付けの長さが一定であり、CDなどで踊ることも可能。バイレの入門曲に使われる。

#### ファンダンゴ系
スペイン各地に存在した舞踊曲が起源。
ファンダンゴ・デ・ウエルバ (Fandangos de Huelva)
アンダルシア西部のウエルバ県のもの。県内の街々によって非常に多様なスタイルがある。比較的リズムが鮮明に保たれているものが多い
ファンダンゴ・ナトゥラル (Fandango natural)
ファンダンゴの中でも、歌い上げるために舞曲的なリズムから解放されたもの。
マラゲーニャ (Malagueña)
マラガ由来のカンテ。当地の舞曲的なファンダンゴが自由リズム化したもの。
グラナイーナ (Granaína)
グラナダ由来。Granadinaの"d"が発音されずにこのように呼ばれる。
タランタ (Tarantas)
アルメリア由来。この地に多い鉱山の労働者が、その生活の嘆きを歌ったものが多かった。開放弦や不協和音を多用したギターの伴奏・演奏も独特。
カルタヘネーラ (Cartagenera)
ムルシア州カルタヘナ由来

### 宗教的・儀式的なもの
サエタ (Saeta)
聖週間(Semana Santa)にキリストの受難などについて歌われるもの。街路を通るキリストの山車に向かってバルコニーから歌われる。ギターなどによる伴奏はない。山車の隊列のブラスバンドを伴って歌われることがある。
アルボレア (Alboreá)
ヒターノの結婚式の際に歌われるもの。

### 労働や生活と結びついたもの
ナナ (Nana)
子守唄
トリージャ (Trilla)
脱穀機のことであり、かつてラバを用いた脱穀の際に歌われたという

### スペイン北部由来
アンダルシアの港はスペイン全土と中南米の結節点であり、各地の民謡がもたらされ、フラメンコに取り入れられたとされる。
ファルーカ (Farruca)
短調。語源はガリシア女のことであり、ガリシア由来とされる。
ガロティン (Garrotín)
長調。アストゥリアス州が発祥とされる。踊る際には帽子を用いる。

### 中南米起源
スペインから植民地にもたらされたのち、再びスペインに持ち帰られ、フラメンコのレパートリーに加えられたとされる曲種。"Cantes de Ida y Vuelta"「往復のカンテ」と呼ばれる。
グアヒーラ (Guajira)
キューバにおいて「（白人系の）田舎者」を意味する。かつての植民地キューバの民謡がスペインに持ち帰られ、フラメンコに取り入れられたもの。キューバほか中南米には同名の民謡が存在する
ルンバ (Rumba)
カタルーニャや南フランスのヒターノも得意としており、ルンバ・カタランと称されるものもある。南仏出身のジプシー・キングスが著名。現代のフラメンコにおいてはほぼポップ化してしまっている。

## フラメンコの地理
フラメンコはアンダルシア発祥であり、元来スペインのほかの地方にはヒターノの移動によるものやアンダルシアからの出稼ぎなどの場合を除いてフラメンコはほとんど存在しなかった。現在はマドリードやバルセロナには多くのフラメンコアーティストが居住し、フラメンコのコミュニティも存在するが、ほとんどの場合そのルーツをアンダルシアやエストレマドゥーラ州に持つ。
アンダルシア州内でも県や街によって性質を異にし、それぞれのカンテに固有のカラーがある。
とくにフラメンコが盛んで、その成立過程に大きな役割を担ったセビージャとその周辺の諸都市〜ヘレス・デ・ラ・フロンテーラ〜カディスにいたる一帯である。

### セビージャ県
セビージャ、アルカラ・デ・グアダイーラ、ウトレーラ、レブリーハ、モロン・デ・ラ・フロンテーラ

### カディス県
カディス、ヘレス・デ・ラ・フロンテーラ、エル・プエルト・デ・サンタ・マリア、アルヘシラス

## フラメンコの鑑賞
スペインでフラメンコを鑑賞するのに気軽なものとして、タブラオとよばれるフラメンコのライブハウス兼レストランがある。飲食をしながら踊りを中心としたフラメンコのショーを楽しむことができ、公演も頻繁である。ただしあくまで一般の観光客向けである場合も多い。
夏にはアンダルシアの街々では自治体主催のフラメンコのフェスティバルが開催され、一週間から大規模なものでは一ヶ月近く、大小さまざまなフラメンコのライブや講演会・展示会・クラスなどイベントがおこなわれる。これらは主に地元のフラメンコのファンのために開催されるため、著名なアーティストが多く参加して見ごたえのある内容となる。
また、より地元に密着したスタイルとしてペーニャ(Peña)が各地に存在する。これは愛好会・同好会のようなものであり、会員の会費によってアーティストを招聘してライブを行う。ペーニャが、バルを併設した小さなホールを所有していることが多い。濃厚なフラメンコのファンが集まることが多く、よりローカルで濃密なライブを観覧できる可能性がある一方、非会員を歓迎しない場合もありうる。
フラメンコの鑑賞の中で最高のものは、ライブやショーよりも、フラメンコたち自身の私的なフィエスタであるとされる。

### 鑑賞時の注意
基本的に観客席からは手拍子（パルマ）を打たないほうが良いと言われる。リズムが難しく、曲調によってリズムがさまざまに変化するので、素人が手拍子を打つとかえって音楽の妨げになってしまうというのが、その理由である。逆に掛け声（ハレオ）は歓迎される。

## 用語

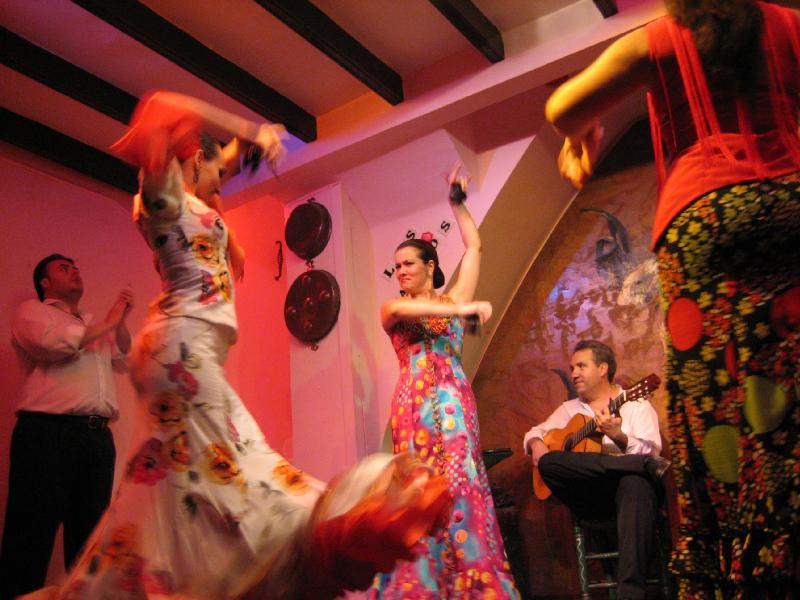
セビージャのタブラオ

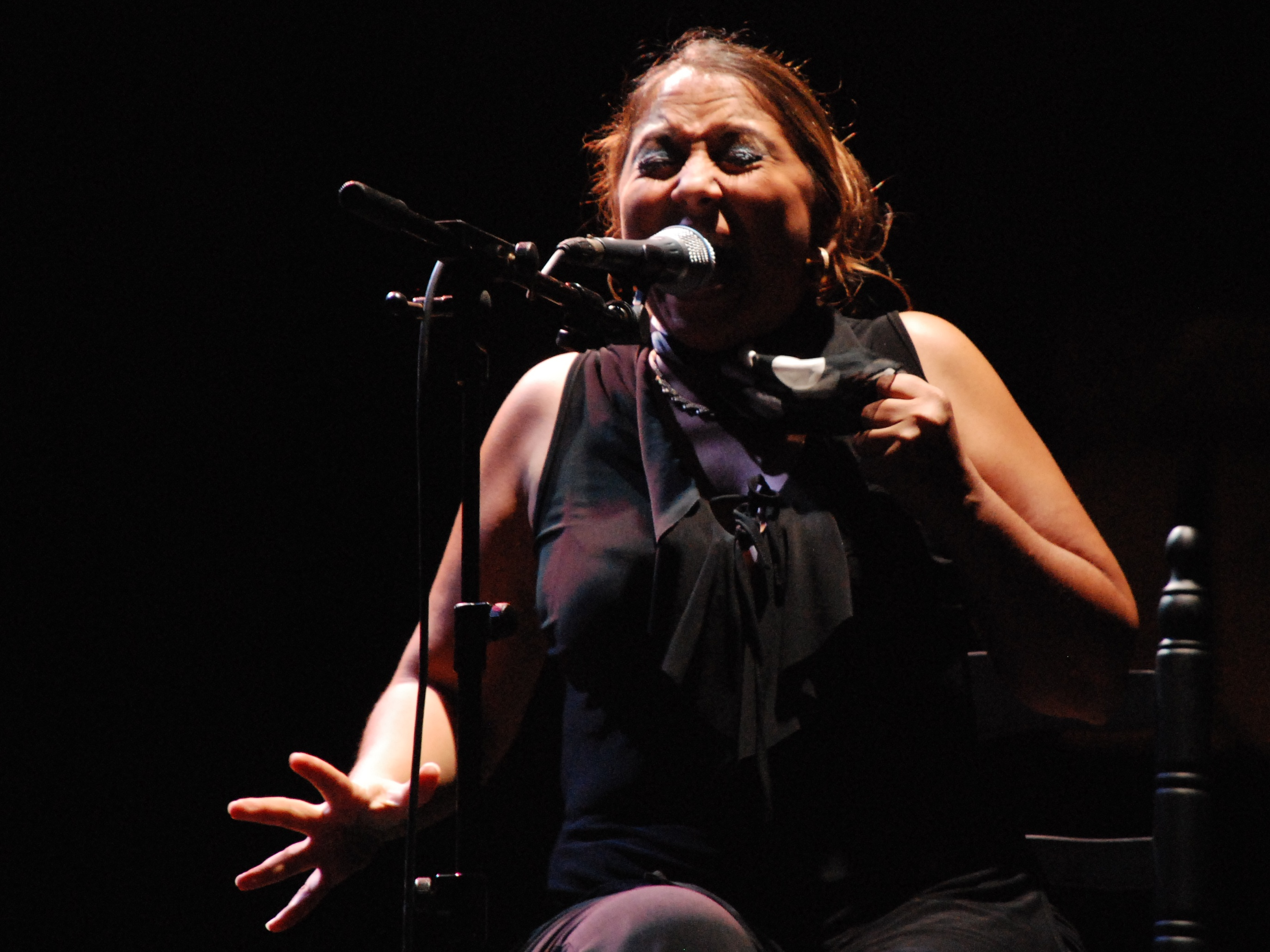
カンテの歌い手

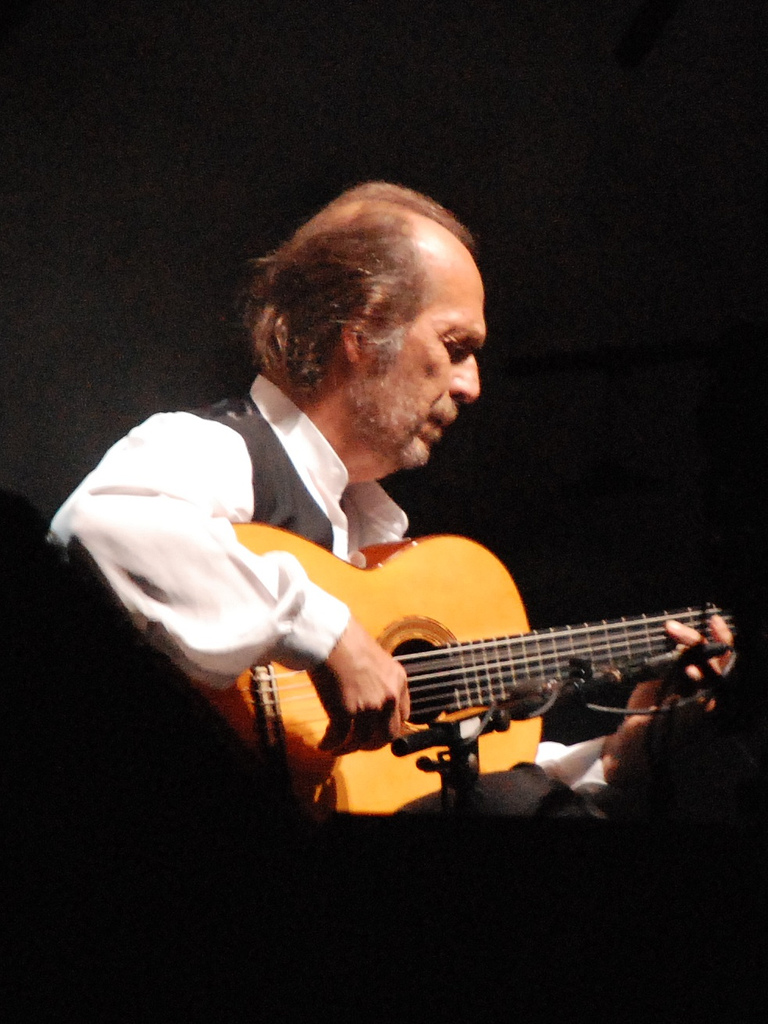
パコ・デ・ルシア

### カンテ (Cante)
歌。本来はフラメンコと言えば、まずはカンテのことである。魂の奥底から響く深い声（カンテ・ホンド）こそ、フラメンコの真髄といえる。
カンタオール／カンタオーラ (cantaor/cantaora)
男性の歌い手／女性の歌い手
カンテ・グランデ／カンテ・チーコ／カンテ・インテルメディオ (Cante grande/Cante chico/Cante intermedio)
カンテの諸形式はその格式によって分類される。グランデは大きい・偉大な、チーコは小さい、インテルメディオは中間。これらは部分的に踊りやギターにも適用されることもある(Baile grande、Toque grande)
レトラ (Letra)
歌詞のこと

### バイレ (Baile)
踊りのこと。日本でのフラメンコは踊りというイメージが強い。つま先やかかとで床を踏み鳴らしてリズムをとる（サパテアード）、また手の動き（ブラッソ）はフラメンコの命である。
バイラオール／バイラオーラ (bailaor/bailaora)
男性の踊り手／女性の踊り手
サパテアード
靴のつま先やかかと、または足全体での打撃。フラメンコ専用の靴のつま先とかかとには多数の釘が打ち込んであり、打楽器同様である。
パリージョ (palillos)
踊り子が両手に持つカスタネット。利き手には高音が出るもの、逆手には低音がでるものをつける。
ピト (pitos)
指鳴らしのこと。
ブラソ (brazo)
「腕」のこと。
マノ (mano)
「手」のこと。

### トケ (Toque)
ギター演奏。楽器を「弾く」ことはTocar（Tocar la guitarra）、手拍子をすることも"Tocar las palmas"と言う。
フラメンコギター (Guitarra flamenca)
主に、アコースティック・ギターの一種であるフラメンコギターを用いる。ギター表面を保護するため、セルロイドなどの「ゴルペ板」が貼られている。一見クラシック・ギターとほぼ同じであるが、ボディは若干薄め、弦高も低めであり、側板も糸杉（シープレス）で軽量であるなど、音の歯切れ・立ち上がりの良さを指向したセッティングとなっている。
ゴルペ
特に指先でギターを叩いてリズムを取る、またはパーカッション的な効果を出すゴルペ奏法。ゴルペ（名詞golpe,動詞golpear）とはスペイン語で「打撃、殴打」などの意味であり、踊りの用語としても使われる。
ラスゲアード (Rasgueado)
すべての指を用いたギターの「掻き鳴らし」のこと。ラスゲオ (rasgueo)、または方言でラヘアオ (rasgeao)などども。
ピカード (picado)
いわゆる「速弾き」のことである。名詞picado、動詞picarは「刺す・つつく・細かく刻む・みじん切り」などの意味である。
アルサプーア (Alzapúa)
親指をピック的に用いて上下させる連続的でリズミカルな奏法。
アリーバ／メディオ (Arriba/Medio)
直訳すると「上」「中」のことであるが、フラメンコギターにおいては、指板上の位置のことを見て、特に多用される音程「Ｅ」のキーと「Ａ」のキーのことを指す。
ハレオ (Jaleo)
掛け声。代表的な『オレ』(¡ole!/¡olé!、アラー由来ともいわれる掛け声。「オーレ」よりは「オレー」に近い。)、『ビエン！』（good、いいぞ、の意）などの掛け声が場を盛り上げる。コンパスに乗せたリズミカルで連続的なものも聞かれる。
パルマス (Palmas)
手拍子。甲高い音の『セコ (seco)』と低くこもった音の『バホ (bajo)』など2種類以上の音を使い分けながら、踊り手やギタリスト、歌い手の呼吸に合わせながらたたいて行く。フラメンコの音楽を形成する上で重要な役割を持つ。ギターの伴奏がなく、パルマスのみの伴奏によって歌われ、踊られるシーンも少なくない。
カホン (Cajón)
箱形の打楽器。叩いてハンド・パーカッションとして使用する。1970年代以降フラメンコに登場し、急速に普及した。